# Tarissement
Le tarissement est un évènement de l'hydrogramme où le débit d'un cours d'eau est en phase décroissante. Pendant cette phase, le débit des cours d'eau est un débit de nappe, il est réduit au vidage des nappes d'eau souterraines.

La phase de tarissement résulte d'une absence de précipitations, elle intervient après une phase de crue. La décroissance du débit se fait de manière exponentielle, de plus en plus lentement.
Pour calculer le coefficient de tarissement, on utilise la loi de Maillet:
{\displaystyle Q_{t}=Q_{0}\times \exp(-\alpha \times t)\,}
α désigne le coefficient de tarissement (de Maillet), il est parfois noté k.
Q0 désigne le débit initial de la phase de tarissement.